# Das Privatleben des Sherlock Holmes
Das Privatleben des Sherlock Holmes ist eine britische Filmsatire des Regisseurs Billy Wilder von 1970 nach Motiven von Sir Arthur Conan Doyle.

## Handlung
Fünfzig Jahre nach dem Tode von Dr. Watson wird, seinem letzten Willen entsprechend, aus dem Gewölbe einer Londoner Bank eine Truhe mit seinem Nachlass hervorgeholt und geöffnet. Sie enthält Erinnerungsstücke an seinen Freund Sherlock Holmes sowie ein von Watson verfasstes Manuskript, das Details aus dem Leben von Sherlock Holmes jenseits seiner großen, bekannten Kriminalfälle liefert, die Watson bereits früher veröffentlicht hat.
Holmes, der zusammen mit Watson in einer Wohnung in der Londoner 221B Baker Street wohnt, leidet mangels neuer interessanter Aufträge an Unterforderung. So stimuliert er sich selbst gelegentlich mit Kokain, was Watson als Arzt natürlich missfällt.
Eines Tages bekommen sie eine Einladung zu einer Schwanensee-Aufführung eines berühmten russischen Ballett-Ensembles. In der Hoffnung auf eine neue Aufgabe besuchen sie sie, doch Holmes muss dort erfahren, dass die berühmte Primaballerina Madame Petrova lediglich die Absicht hat, mit ihm zusammen gegen Honorar ein Kind zu zeugen, um seinen genialen Geist mit ihrer Grazie und Schönheit zu vermischen. Derart in die Enge getrieben und um Madame nicht zu verletzen, behauptet der desinteressierte Holmes, dass er mit Watson eine homosexuelle Beziehung unterhalte. Watson reagiert entsetzt und empört, als er von dieser Falschaussage erfährt. Dennoch rätselt er, was für Beziehungen Holmes eigentlich zu Frauen pflegt. Bald soll er es erfahren.
Eines Abends bringt eine Kutsche eine junge Dame bei Holmes vorbei, die der Kutscher aus dem Wasser der Themse gezogen hat. Die Dame leidet offenbar unter Gedächtnisschwund, vermutlich weil sie gerade einen Mordanschlag überlebt hat. Holmes findet heraus, dass die Dame Gabrielle Valladon heißt und ihren Mann, Emile, sucht. Holmes, Watson und Gabrielle machen sich auf, diesen zu finden. Dabei tritt plötzlich Holmes’ Bruder Mycroft auf den Plan, der für die britische Regierung arbeitet. Mycroft fordert seinen Bruder Sherlock ohne weitere Erklärung auf, die Finger von der Sache zu lassen. Doch dieser fühlt sich jetzt erst recht motiviert.
Die Spur führt die drei ins schottische Hochland nach Inverness. Sie beobachten, dass auf einem Friedhof drei Särge gleichzeitig beigesetzt werden, ohne dass Angehörige anwesend sind. Misstrauisch geworden entdecken sie in einem Sarg den gesuchten Emile. Holmes fällt dabei auf, dass der kupferne Ehering seltsam verfärbt ist und drei weißgebleichte Kanarienvögel dabeiliegen. Derartige Verfärbungen treten, so Holmes’ Mutmaßung, unter Einfluss von Chlorgas auf.
Im nahegelegenen Loch Ness entdeckt Watson das sagenhafte Ungeheuer. Bei einer Bootsfahrt stellt Holmes fest, dass es sich um ein maschinell angetriebenes Fahrzeug handeln muss. Jetzt taucht auch Mycroft wieder auf. Dieser tadelt seinen Bruder, nicht auf ihn gehört zu haben, ist jetzt aber entschlossen, ihn über die Hintergründe aufzuklären, und führt ihn zu einer versteckt liegenden Halle in der Ruine von Urquhart Castle, in der er ihm den Prototyp eines ersten britischen Unterseeboots zeigt, das im Loch Ness streng geheim getestet wird. Dabei kam es zu einem Unfall, bei dem im Innern des Bootes Chlorgas entstanden ist, durch das drei Besatzungsmitglieder getötet wurden.
Ferner, so eröffnet Mycroft, handelt es sich bei Gabrielle in Wirklichkeit um die deutsche Geheimagentin Ilse von Hoffmanstal. Holmes muss zu seiner Verblüffung feststellen, dass sie und der deutsche Geheimdienst ihn dazu benutzt haben, sie mit der geschickt eingefädelten Sache zu dem Unterseeboot zu führen. Doch auch Mycroft erlebt noch eine Enttäuschung: Königin Victoria erscheint heimlich noch zur selben Stunde persönlich vor Ort, um die neue Erfindung zu begutachten. Doch als sie erfährt, dass die für kriegerische Zwecke genutzt werden soll, lehnt sie sie empört als unsportlich und unbritisch ab.
Ilse von Hoffmanstal wird als deutsche Spionin verhaftet, bald jedoch gegen einen in Deutschland gefassten britischen Spion ausgetauscht. Zum Abschied übermittelt sie Holmes mit ihrem Regenschirm per Morsezeichen ein Auf Wiedersehen, das dieser erfreut aufnimmt.
Doch später lässt Mycroft seinem Bruder die Nachricht zukommen, dass Ilse während einer Spionagetätigkeit in Japan gefasst und hingerichtet wurde. Watson, der Holmes’ Beziehung zu Ilse mit Erstaunen verfolgt hat, wird klar, dass Holmes sich in die intelligente Dame verliebt hatte. Der Detektiv kann offenbar nur Beziehungen zu Frauen herstellen, die ihm geistig ebenbürtig sind.

## Entstehung
| Figur                                    | Darsteller       | Deutscher Sprecher |
| ---------------------------------------- | ---------------- | ------------------ |
| Sherlock Holmes                          | Robert Stephens  | Christian Rode     |
| Dr. John H. Watson                       | Colin Blakely    | Harald Juhnke      |
| Ilse von Hoffmanstal/ Gabrielle Valladon | Geneviève Page   | Almut Eggert       |
| Mycroft Holmes                           | Christopher Lee  | Helmo Kindermann   |
| Nicolas Rogozhin                         | Clive Revill     | Gerd Martienzen    |
| Totengräber                              | Stanley Holloway | Arnold Marquis     |
| Mrs. Hudson                              | Irene Handl      | Tina Eilers        |
| Königin Victoria                         | Mollie Maureen   | Tilly Lauenstein   |
| Hotelmanager                             | Robert Cawdron   | Hans Nitschke      |
| Fremdenführer                            | James Copeland   | Hans W. Hamacher   |
| Kutscher                                 | Michael Balfour  | Manfred Grote      |
| Frau in Rollstuhl                        | Catherine Lacey  | Ursula Krieg       |
| Gepäckträger                             | Alex McCrindle   | Eric Vaessen       |
| Erster Fuhrmann                          | John Garrie      | Hans W. Hamacher   |
| Zweiter Fuhrmann                         | Godfrey James    | Manfred Lehmann    |

Der Film, der als einer seiner persönlichsten Filme angesehen wird, unterscheidet sich sehr von Wilders ursprünglicher Konzeption eines sehr viel längeren Episodenfilms. Nur zwei der geplanten Episoden blieben in der fertigen Fassung erhalten, obwohl ein Teil der weiteren von Holmes im Drehbuch gelösten Fälle auch gedreht wurde. Ursprünglich sollte der Film als Roadshow attraction gezeigt werden, d. h. im Rahmen einer größeren, von Stadt zu Stadt ziehenden Veranstaltung, wobei die einzelnen Fälle wohl auch getrennt voneinander vorgeführt werden sollten. In seiner fertigen Form wurde der Film finanziell kein großer Erfolg, erfuhr jedoch Lob durch die Kritiker.
Miklós Rózsa adaptierte auf Wunsch des Regisseurs Billy Wilder sein Violinkonzert, Op. 24, das er 1956 für Jascha Heifetz komponiert hatte, für die Filmmusik. Der berühmte Filmkomponist ist in einer Szene des Films auch als Dirigent zu sehen.
Eine Attrappe des Ungeheuers versank während der Dreharbeiten am Loch Ness im Jahr 1969. Im April 2016 berichtete die norwegische Firma Kongsberg Maritime, mittels Sonaraufnahmen ein 9 × 4 m großes Objekt am Grund von Loch Ness gefunden zu haben, das von der Form her an einen Schwan erinnere und wobei es sich wahrscheinlich um dieses Requisit handele. Laut zeitgenössischen Berichten hatte Billy Wilder die Entfernung von zwei Buckeln an der Attrappe gefordert, die als Schwimmkörper das Modell stabilisierten. Kongsberg will das Objekt nicht bergen, sondern per Tauchroboter fotografieren.
Die deutsche Synchronbearbeitung wurde erst 1976 im Auftrag des ZDF angefertigt. Hier wurde der Schauspieler Robert Stephens von Christian Rode synchronisiert; über 25 Jahre später wurde das Hörspiellabel Maritim - eine Sherlock-Holmes-Hörspielserie - produziert, in der Rode ebenfalls die Rolle des Holmes übernahm.

## Kritiken
Der Film erhielt überwiegend positive Kritiken, der US-amerikanische Aggregator Rotten Tomatoes erfasst 86 % wohlwollende Kritiken.

„Ironisch-geruhsame Kriminalkomödie[.] Ein amüsantes, leicht melancholisches Spiel mit Schein und Sein, Mythos und Legende sowie der doppelbödigen Moral der Gesellschaft; liebevoll ausgestattet und vorzüglich gespielt.“

„Klamauk, der wilde Kapriolen schlägt.
Wertung: 2½ Sterne = überdurchschnittlich“

## Weiterführende Informationen
DVD
- Das Privatleben des Sherlock Holmes. MGM Home Entertainment, 2004
- Das Privatleben des Sherlock Holmes – 90 Jahre United Artists, Nr. 115. United Artists, 2009
- Das Privatleben des Sherlock Holmes – 2-Disc-Special-Edition. Koch Media, 2017

Blu-ray
- Das Privatleben des Sherlock Holmes – Special-Edition. Koch Media, 2017

Soundtrack
- Miklós Rózsa: The Private Life of Sherlock Holmes. World Premiere Recording of the Complete Score. Tadlow Music et al. 2007, Tonträger-Nr. TADLOW004. Digitale Neueinspielung der vollständigen Filmmusik sowie zusätzlicher Bonus-Tracks durch das The City of Prague Philharmonic Orchestra unter der Leitung von Nic Raine (24-Bit-High-Resolution Recording (HDCD))

Literatur
- Hardwick, Michael + Mollie: The private life of Sherlock Holmes, 1970 (Sherlock Holmes Privatleben, 1973 sowie Holmes und die Spionin, 2006, ISBN 3-89840-213-4),
- Michael Ross (Hrsg.), Oliver Bayan: Sherlock Holmes in Film und Fernsehen. Ein Handbuch. Baskerville Bücher, Köln 2003, 237 S., ISBN 3-930932-03-2

Weblinks
- Das Privatleben des Sherlock Holmes bei IMDb
- Das Privatleben des Sherlock Holmes in der Deutschen Synchronkartei
- The Private Life of Sherlock Holmes bei Rotten Tomatoes (englisch)

Belege
1. ↑   Freigabebescheinigung für Das Privatleben des Sherlock Holmes. Freiwillige Selbstkontrolle der Filmwirtschaft, April 2004 (PDF; Prüfnummer: 97 794 V/DVD).
2. ↑  Verschollene Monsterattrappe in Loch Ness entdeckt. In: orf.at. 15. April 2016, abgerufen am 16. April 2016.
3. ↑  Das Privatleben des Sherlock Holmes (1970). In: synchrondatenbank.de. Abgerufen am 2. November 2008.
4. ↑  Das Privatleben des Sherlock Holmes. In: Rotten Tomatoes. Fandango, abgerufen am 27. Dezember 2024 (englisch, aggregiert aus 29 Kritiken).
5. ↑  Lexikon des internationalen Films. CD-ROM-Ausgabe. Systhema, München 1997
6. ↑  Adolf Heinzlmeier, Berndt Schulz: Lexikon „Filme im Fernsehen“. Erweiterte Neuausgabe. Rasch und Röhring, Hamburg 1990, ISBN 3-89136-392-3, S. 655